# سيدريلا تونا

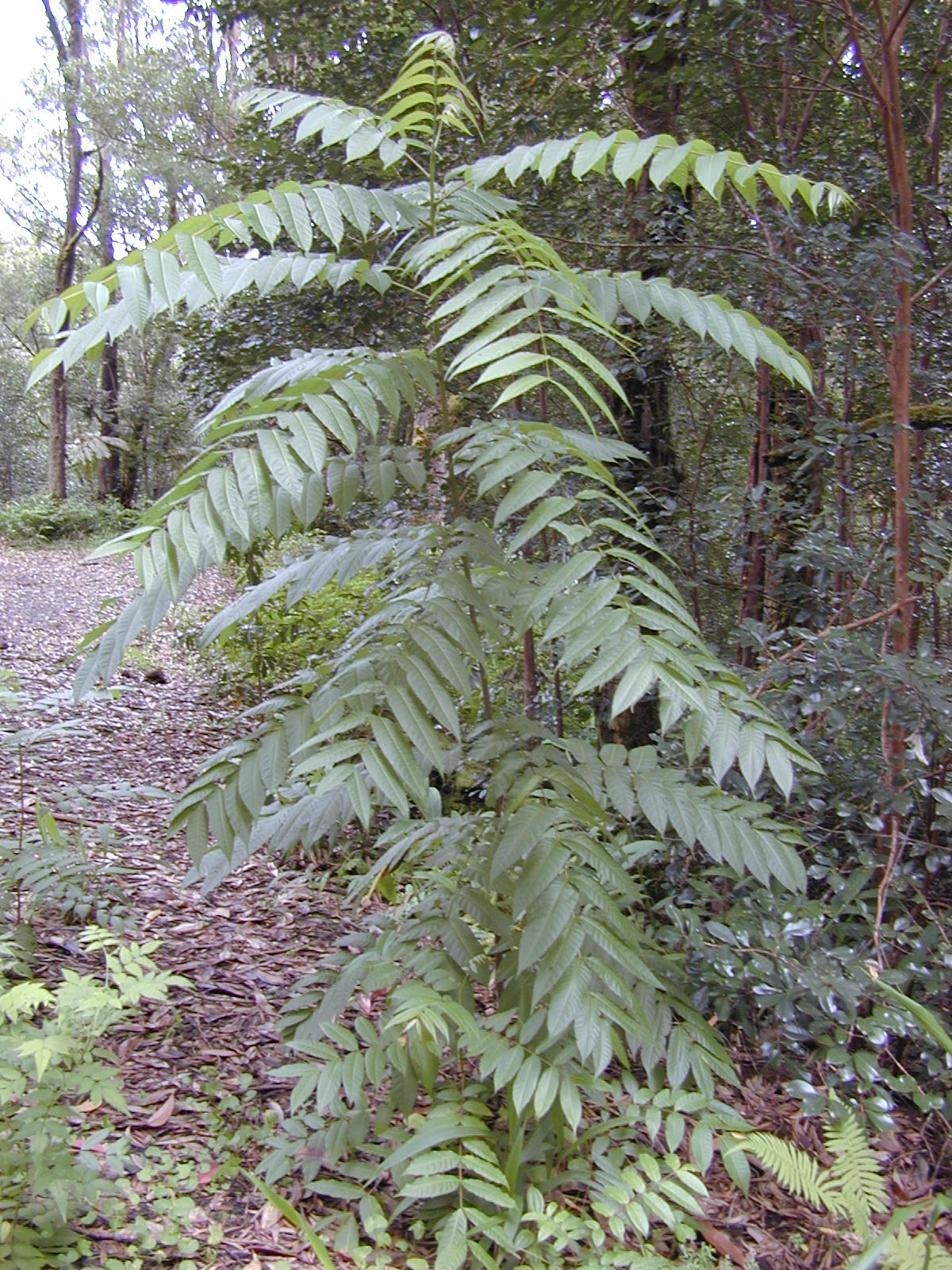

سيدريلا تونا (الاسم العلمي: Cedrela toona)، هو نبات ينتمي إلى (فصيلة: Meliaceae).